# Coleophora siccifolia
Coleophora siccifolia là một loài bướm đêm thuộc họ Coleophoridae. Nó được tìm thấy ở hầu hết châu Âu.
Sải cánh dài 10–12 mm.
Ấu trùng ăn Alnus, Betula lutea, Betula pubescens, Carpinus betulus, Crataegus laevigata, Malus domestica, Sorbus aucuparia and Tilia. Full-grown larvae can be được tìm thấy ở tháng 8 in Great Britain and in tháng 10 in continental Europe.

## Hình ảnh

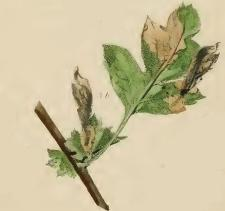
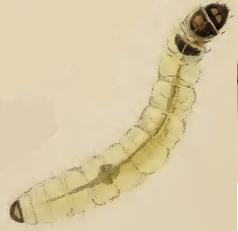